# إمدادات المياه والصرف الصحي في ألمانيا
تتسم إمدادات المياه والصرف الصحي في ألمانيا بعموميتها ونوعيتها الجيدة. يتميز هذا القطاع في ألمانيا عن مثيلاته في بقية الدول المتقدمة بانخفاض معدل استخدام الفرد الواحد للمياه، بالإضافة إلى ارتفاع نسبة المعالجة المتقدمة لمياه الصرف الصحي وانخفاض نسبة خسائر التوزيع إلى حد كبير. تقع مسؤولية إدارة إمدادات المياه والصرف الصحي على عاتق البلديات الخاضعة بدورها إلى الولايات. تلعب الجمعيات المهنية وجمعيات المرافق دورًا مهمًا في هذا القطاع. تخضع معظم المعايير المُطبقة في هذا القطاع إلى تلك التي حُددت في بروكسل، كما هو الحال في بقية دول الاتحاد الأوروبي. شملت التطويرات الأخيرة نزعة إلى إنشاء مرافق عامة تجارية خاضعة للقانون الخاص، بالإضافة إلى مساع رامية إلى تحديث القطاع من خلال وضع أسس أكثر منهجية للمقارنة المرجعية.

## إمكانية الوصول إلى المياه ومرافق الصرف الصحي
|                   |                         | المناطق الحضرية (88% من إجمالي السكان) | المناطق الريفية (12% من إجمالي السكان) | الإجمالي |
| ----------------- | ----------------------- | -------------------------------------- | -------------------------------------- | -------- |
| المياه            | تعريفها الواسع          | 100%                                   | 100%                                   | 100%     |
|                   | توصيلات المياه المنزلية | 100%                                   | 97%                                    | 100%     |
| مرافق الصرف الصحي | تعريفها الواسع          | 100%                                   | 100%                                   | 100%     |
|                   | شبكة الصرف الصحي        | 93%                                    | 93%                                    | 93%      |

المصدر: برنامج الرصد المشترك لمنظمة الصحة العالمية واليونيسف (2006). بيانات المياه ومرافق الصرف الصحي المستندة إلى قاعدة بيانات الصحة للجميع، مكتب منظمة الصحة العالمية الإقليمي لأوروبا (1990).
تتسم إمكانية الوصول إلى المياه المأمونة ومرافق الصرف الصحي المناسبة في ألمانيا بعموميتها. يرتبط أكثر من 99% من المستخدمين بشبكة عامة لإمدادات المياه، بينما يستفيد البقية من الآبار الخاصة. يرتبط أكثر من 93% من المستخدمين بشبكات للصرف الصحي، بينما يرتبط البقية بأنواع مختلفة من شبكات الصرف الصحي الموضعية.

## استخدام المياه
يُعزى نحو 80% من استخدام المياه العامة إلى المستخدمين في القطاعات التجارية الصغيرة، بينما تُعزى النسبة المتبقية إلى الصناعات المنتفعة من شبكات المياه العامة (14%) والمستخدمين الآخرين (6%).
تُعتبر نسبة استخدام المناطق السكنية والقطاعات التجارية الصغيرة للمياه ثاني أدنى نسبة بين 14 دولة أوروبية، إذ لا تمثل سوى جزء ضئيل مما تستخدمه أمريكا الشمالية. انخفض معدل استخدام الفرد الواحد للمياه من 145 لتر للفرد في اليوم الواحد في عام 1990 ليصل إلى 121 لتر للفرد في اليوم الواحد في عام 2010، وذلك على الرغم من وجود تكهنات حول زيادة استخدام الفرد للمياه في ألمانيا.
أسفر انخفاض استهلاك المياه عن بعض الآثار السلبية على الصعيد التشغيلي والصحي والبيئي. تمثلت الآثار السلبية على الصعيد التشغيلي بضرورة تصريف شبكات الصرف الصحي أحيانًا عن طريق حقن مياه الشرب بهدف منع مياه الصرف الصحي غير المُعالجة من الركود. تجسدت الآثار المترتبة على الصعيد الصحي بوجود بعض المخاوف المتعلقة بتلوث مياه الشرب بسبب قلة التدفقات. أما فيما يتعلق بالصعيد البيئي، ترتفع مناسيب المياه الجوفية في بعض المدن كبرلين مثلًا، ما قد يلحق ضررًا في أساسات المباني بسبب الانخفاض في ضخ المياه الجوفية بواسطة المرافق.

## الموارد المائية وإمدادات المياه العامة

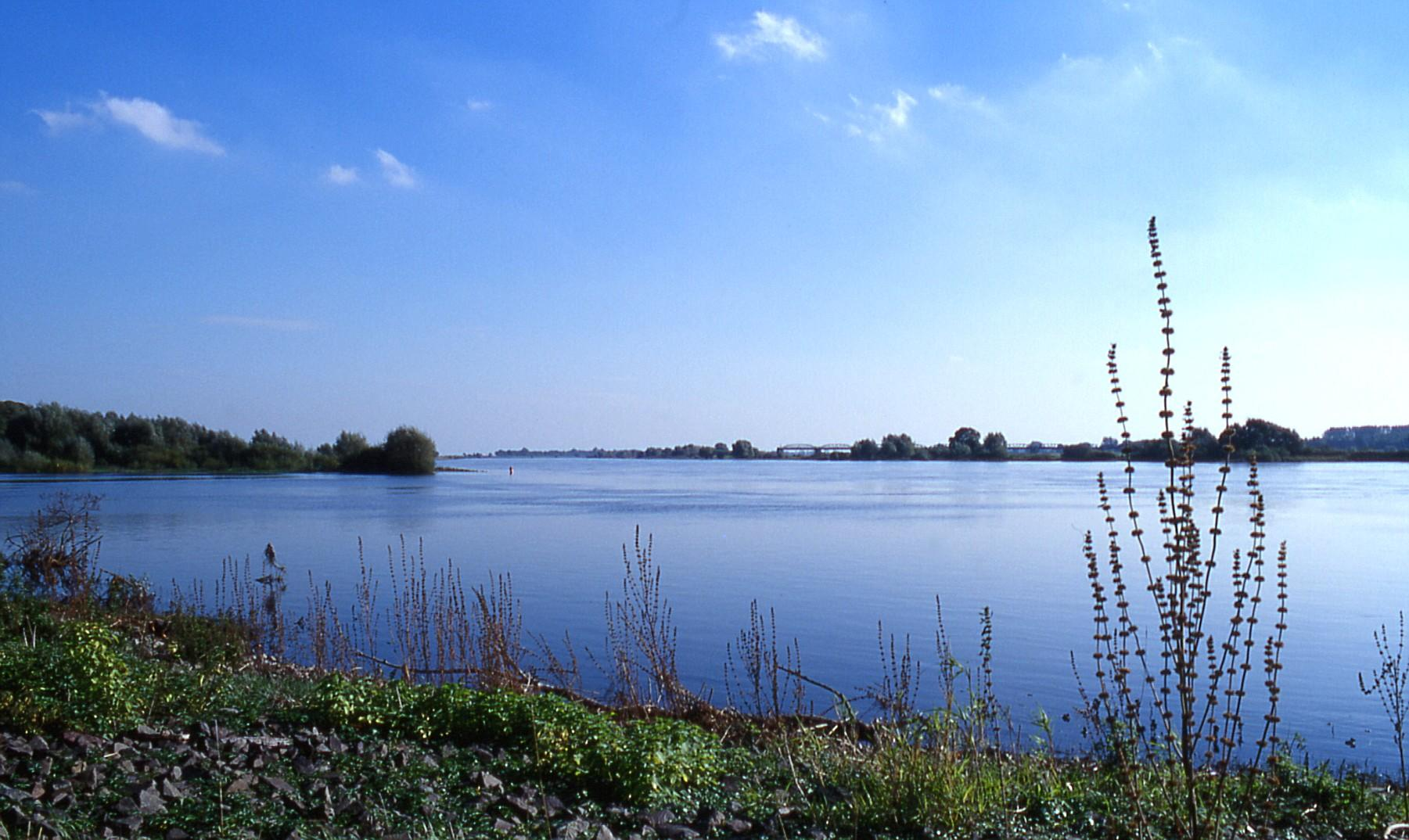
يمثل نهر إلبه مصدرًا مائيًا هامًا للعديد من المدن الألمانية مثل درسدن التي تعتمد بصورة جزئية على الترشيح الطبيعي عبر ضفاف النهر.

لا يوجد شح في المياه في ألمانيا، باستثناء بعض حالات الجفاف الموضعية النادرة. لا تستخرج مرافق المياه العامة سوى 3% من إجمالي الموارد المائية المتجددة في ألمانيا، أي 5.4 مليار متر مكعب من أصل 182 مليار متر مكعب من المياه سنويًا.
تشتمل موارد إمدادات المياه العامة على ما يلي:
- 65% من المياه الجوفية.
- 9% من الينابيع.
- 5% من الترشيح الطبيعي على ضفاف الأنهار، أي من الآبار القريبة من الأنهار والبحيرات التي تسحب المياه السطحية بصورة أساسية.
- 20% من المياه السطحية. [9]

## جودة الخدمات
تتسم إمدادات المياه في ألمانيا باستمراريتها وضغطها الجيد، بينما تتصف مياه الشرب بجودتها الممتازة كما يتبين من امتثالها الشامل لتوجيهات الاتحاد الأوروبي بشأن مياه الشرب. تتسم معالجة مياه الصرف الصحي في ألمانيا بعموميتها. تعالج ألمانيا 94% من مياه الصرف الصحي البلدية بما يتماشى مع أعلى معايير الاتحاد الأوروبي، بما في ذلك التخلص من المغذيات، وهي نسبة عالية جدًا مقارنةً بفرنسا (36%) أو إنجلترا وويلز (39%).

## انطباعات المستهلكين
أظهرت نتائج الدراسة الاستقصائية الوطنية (2007) التي أجرتها الرابطة الاتحادية لإدارة الطاقة والمياه (مقياس رضا الزبون) أن 92% من المستهلكين قد أبدوا رضاهم أو رضاهم البالغ إزاء جودة مياه الشرب الخاصة بهم، بينما أبدى 82% منهم رضاهم أو رضاهم البالغ إزاء الخدمة التي يقدمها مزودي مياه الشرب. وصلت نسبة المستهلكين الراضيين أو الراضيين جدًا عن الخدمة التي تقدمها مرافق مياه الصرف الصحي الخاصة بهم إلى 79%. أظهر الاستطلاع مبالغة المستهلكين في تقديرهم لأسعار خدمات المياه ومرافق الصرف الصحي مقارنةً بالسعر الفعلي.

## الموارد البشرية
تشير التقديرات إلى وصول العدد الإجمالي للعاملين ذوي الصلة المباشرة بمرافق المياه والصرف الصحي الألمانية إلى أكثر من 100,000 عامل.

## البنية التحتية
يُقدر طول شبكة مياه الشرب في ألمانيا بأكثر من 500,000 كيلومتر، بينما قدر المكتب الإحصائي الاتحادي في عام 2004 طول شبكة الصرف الصحي بنحو 515,000 كيلومتر مقسمة على النحو التالي:
- 238,000 كيلومتر من شبكات الصرف الصحي المجمعة.
- 171,000 كيلومتر من شبكات الصرف الصحي الصحية.
- 106,000 كيلومتر من شبكات الصرف الصحي لمياه الأمطار.

وصل عدد محطات معالجة مياه الصرف الصحي إلى 9,994 محطة في ألمانيا خلال عام 2004.

## المسؤولية

### توفير الخدمات
تتحمل البلديات في ألمانيا مسؤولية إمدادات المياه العامة والصرف الصحي، إذ بلغ عدد هذه البلديات أكثر من 12,000 بلدية في عام 2008. غالبًا ما تنضم البلديات الصغيرة إلى الهيئات البلدية بهدف توفير خدمات المياه و/أو الصرف الصحي. تستطيع البلديات أو الهيئات البلدية بدورها تفويض هذه المسؤوليات إلى الشركات البلدية، أو الشركات الخاصة، أو الشراكات بين القطاعين العام والخاص.
يصل عدد مزودي خدمات المياه العامة إلى 6,400 مزود في ألمانيا، بينما يصل عدد مزودي خدمات الصرف الصحي إلى 6,900 مزود. عادةً ما توفر جهات مختلفة خدمات المياه والصرف الصحي في المنطقة نفسها مع وجود استثناءات قليلة، بينما تجمع مؤسسات مرافق المياه فواتير خدمات الصرف الصحي نيابةً عن الجهة المسؤولة عن هذه الخدمات.

#### إمدادات المياه
تصل نسبة المرافق البلدية الخاضعة للقانون العام إلى 15% من مزودي خدمات المياه الأوسع نطاقًا البالغ عددهم 1,226 مزودًا، بينما تصل نسبة المرافق المشتركة بين البلديات إلى 16%، أما المرافق الخاضعة للقانون الخاص أو المختلط في إطار الملكية الخاصة أو العامة أو المختلطة فتصل نسبتها إلى 63%، بينما تشكل الجمعيات المعنية بالمياه والأراضي نسبة 6%. لا تتجاوز نسبة القطاع الخاص الكلي 3.5% من مزودي الخدمات (لا تتوافر بيانات حول الشركات ذات الملكية المختلطة، وهو أكثر أشكال الملكية شيوعًا).

#### الصرف الصحي
تُعتبر خدمات الصرف الصحي مسؤوليةً أساسيةً مستقلةً للبلديات في ألمانيا على النقيض من إمدادات المياه العامة، ما يعني أنها معفاة من ضريبة الخدمة المضافة وضرائب الشركات. يقتضي الأمر أيضًا منع الشركات من تقديم خدمات الصرف الصحي بشكل مباشر بموجب القانون الخاص. توفر الغالبية العظمى من البلديات خدمات الصرف الصحي بشكل مباشر عبر الإدارة البلدية المعنية بهذه الخدمات. تصل نسبة المرافق الخاضعة للقانون العام إلى أقل من 10% من مزودي خدمات الصرف الصحي البالغ عددها 6,000 مزود، بينما لا يوجد أي مرافق خاضعة للقانون الخاص. وعلى الرغم من ذلك، تستطيع البلديات أو المرافق البلدية توقيع عقود تشغيلية مع الشركات الخاصة. تصل نسبة الموقعين على مثل هذه العقود فيما يتعلق بخدمات الصرف الصحي إلى 10% من مزودي خدمات الصرف الصحي الأوسع نطاقًا والبالغ عددهم 900 مزود، بينما تصل نسبة الموقعين فيما يتعلق بخدمات معالجة مياه الصرف الصحي إلى 12%.